# Sison aegopodioides
Sison aegopodioides är en flockblommig växtart som beskrevs av Spreng.. Sison aegopodioides ingår i släktet höstpersiljor, och familjen flockblommiga växter. Inga underarter finns listade i Catalogue of Life.